# Pásztor Béla (költő)
Pásztor Béla, született: Popper (Budapest, 1907. március 16. – Ukrajna, 1943. ?) magyar jogász, költő.

## Életútja, munkássága
Budapesten született Popper Henrik és Wilhelm Irma gyermekeként és a fővárosban érettségizett. Miskolcon szerzett jogászdiplomát, közben tisztviselőként dolgozott és kitanulta a pékmesterséget is. 1931. május 22-én házasságot kötött Budapesten Székely Lajos és Lustig Franciska lányával, Edittel. Első feleségétől elvált. Második felesége Vadász Irén volt, akivel 1940. október 23-án házasodott össze Budapesten.
Költői tehetségét Kárpáti Aurél fedezte fel (Pesti Napló). Méregkóstolók című kötete 1939-ben jelent meg. Weöres Sándorral együtt írta a Holdas könyv című groteszk versciklust, amely megjelent a Sorsunk című irodalmi folyóirat 1940. évfolyamában. Versei szerepeltek a Nyugatban, a Szép Szóban és az általa alapított, szerkesztett Költészet (1940) című antológiában. Kiung király nevenapja című költeménye 1941-ben a Népszava vasárnapi mellékletének élén jelent meg. Ez utóbbi költeménye a maga sajátos lírai eszközeivel tiltakozás a fasiszta diktatúra ellen, idézet a versből:
„Nem tudom, igaz, vagy álmodtam-e?

Láttam egyszer egy plakátot.

Fekete szavakkal volt tele;

Rajt' többek között ez állott:

»Költő, vedd szívedre, többé ne írj

Madarakról és virágról.

Én rendelém ezt el, Kiung király,

Jó, ha fejedre vigyázol!«”
1942-ben munkaszolgálatra hívták be és 1943 januárjában Ukrajnában eltűnt.
Bizonnyal szokatlanul érinti az olvasót, hogy e versek alatt két szerzőnek nevét találja. Csak regényeknél, színdaraboknál és tudós munkáknál szokott előfordulni, hogy több szerzőjük legyen. Ezért néhány szót kell szólnom a Holdaskönyvről; meg azért is, hogy a szerzőtársról, Pásztor Béla barátomról megemlékezzem, aki a háborúban eltűnt mint munkaszolgálatos, de édesanyja és barátai még remélik a hazatérését.

Abban a költő-nemzedékben, melyhez mindketten tartozunk: Pásztor Béla valamennyiünk közt a legszövevényesebb képzeletű, zsúfolt és szeszélyes motívumok halmozója. Lénye szerint nem is e világból való; mintha egy jámbor földalatti szellem, a gyökerek és elásott kincsek manója tévedésből embernek született volna. Képzelete, akárcsak az enyém, folyton kikívánkozott a szűkös emberi sorsból: ez kapcsolt össze bennünket. 1940-ben, mikor Pesten éltem, gyakran eljött hozzám: ilyenkor valósággal fürödtünk a legszeszélyesebb és legfelelőtlenebb vers-fabrikálásban. Négysoros strófákat rögtönöztünk, furcsa és kusza versikéket; ha az egyik elkezdett valamit, folytatta a másik; ha az egyik leírt valamit, belejavított vagy belerontott a másik; javítás-e, rontás-e, nem sokat törődtünk vele: úgy hajszoltuk a motívumokat, mint a szél a vízfodrot, a lehullt lombot, a port. A közösen írt strófákból egy marékravalót kis ciklusokba osztottunk, Holdaskönyv címmel. Talán nem is versek ezek, csak két összetalálkozott fantázia hancúrozása; de ha az olvasó a gyermekkori képzeletvilágából meg tudott őrizni valamit, tán élvezni fogja ezeket a strófákat; úgy nézze őket, mint a perzsa miniatűr-festmények színeit, zsúfoltan nyüzsgő apró embereit és állatait, stilizált erdő- és inda-szövevényeit.

## Kötetei
- Méregkóstolók. Versek; Vajda János Társaság, Bp., 1939
- Bábúk és halottak. Versek; Vajda János Társaság, Bp., 1948
- Válogatott versek; összeáll., utószó Vészi Endre; Magvető, Bp., 1959
- Pásztor Béla–Weöres Sándor: Holdaskönyv; Arcus, Verőce, 2004
- Holdaskönyv. Weöres Sándor és Pásztor Béla Holdaskönyv című versciklusa alapján hímezte Richter Sára; Napkút, Bp., 2004[9]
- Halak sírása. Válogatott versek; szerk. Simor András, Szentgáli Zsolt; Budai Középiskola Táncsics Mihály Angol Kéttannyelvű Gimnázium, Bp., 2009 (Táncsics-sorozat)
- Pásztor Béla összes versei. Publikált és kéziratos művek; szerk. Kőbányai János; Múlt és Jövő, Bp., 2018 (Múlt és Jövő klasszikusok)